# 뱅가드급 잠수함
뱅가드급 잠수함은 영국 해군이 보유한 4척의 전략 핵탄도 미사일 잠수함(SSBN)이다. 2010년 현재 영국에서 유일한 핵미사일을 장착한 원자력 잠수함이다.
뱅가드(92년), 빅토리어스(93년), 비질란트(95년), 벤전스(98년)가 빅커스 조선소에서 진수되었다. 수중 배수량은 17,560톤이다. 10개의 핵탄두를 장착한 트라이던트 미사일 16발을 탑재하여, 총 160개의 핵탄두 발사능력을 갖췄다. 4개의 21인치 어뢰관도 장착했다.
트라이던트 미사일을 장착한 미국의 잠수함은 오하이오급 잠수함이다.

## 역사
1950년대와 1960년대 초반에, 영국의 전략핵무기는 영국 공군의 V 폭격기를 사용했다. 그 후 1960년대부터 1994년까지는 UGM-27 폴라리스 미사일(북한의 무수단 미사일)을 장착한 배수량 7500톤급 레솔루션급 잠수함 4척을 사용했다. 90년대 이후부터 현재까지는 뱅가드급을 사용한다.

## 프랑스
프랑스도 영국과 동일하게 배수량 12000톤급 트리옹팡급 잠수함(SSBN) 4척을 사용중이다. 프랑스에는 이 4척의 잠수함이 유일한 핵무기 공격수단이다. 공군과 육군에는 핵미사일이 없다. 트리옹팡(94년), 테메레르(98년), 비질런트(03년), 테러블(08년)이 진수되었다. 2척은 언제든지 원하는 때에 순찰 임무를 수행할 수 있도록 한다.
영국과 프랑스는 차기 항공모함도 동일한 디자인으로 1척씩 건조할 계획이다. 퀸 엘리자베스급 항공모함, 차기 프랑스 항공모함 참조.

## 사고
2009년 2월 3일, 프랑스 해군의 트리옹팡 잠수함과 영국 해군의 HMS Vanguard 잠수함이 충돌했다.

## 같이 보기
- 트라이던트 미사일
- 오하이오급 잠수함
- 트리옹팡급 잠수함